# Rodolphe Scherer
Rodolphe Scherer (Nantes, 11 de abril de 1972) es un jinete francés que compitió en la modalidad de concurso completo.
Ganó una medalla de plata en el Campeonato Mundial de Concurso Completo de 1998 y dos medallas de plata en el Campeonato Europeo de Concurso Completo, en los años 1995 y 2001. Participó en dos Juegos Olímpicos de Verano, ocupando el cuarto lugar en Atlanta 1996 y el cuarto en Sídney 2000, en la prueba por equipos.

## Palmarés internacional
| Campeonato Mundial | Campeonato Mundial          | Campeonato Mundial | Campeonato Mundial |
| Año                | Lugar                       | Medalla            | Categoría          |
| ------------------ | --------------------------- | ------------------ | ------------------ |
| 1998               | Roma (Italia)               | Medalla de plata   | Por equipos        |
| Campeonato Europeo |                             |                    |                    |
| Año                | Lugar                       | Medalla            | Categoría          |
| 1995               | Pratoni del Vivaro (Italia) | Medalla de plata   | Por equipos        |
| 2001               | Pau (Francia)               | Medalla de plata   | Por equipos        |